# Zentralstadion Schachtar
Das Zentralstadion Schachtar (ukrainisch Центральний стадіон «Шахтар») ist ein Fußballstadion mit Aschenbahn in der ukrainischen Stadt Donezk, im Zentrum des Kohlereviers Donbass, im Osten des Landes. Die Anlage trägt auch den Namen Schachtar-Stadion (ukrainisch Шахтар (стадіон)). Der Besitzer des Stadions, der Fußballverein Schachtar Donezk, trug hier bis zum August 2009 seine Heimspiele aus. Der Club zog danach in die neue Donbass Arena mit 51.504 Plätzen um.

## Geschichte
Im Frühling 1936 wurde entschieden, dass ein Stadion im städtischen Erholungs- und Vergnügungspark (heute: Shcherbakova-Park) zu bauen. In nur vier Monaten wurde eine Spielstätte mit 14.000 Plätzen auf Holzbänken errichtet. Bis zu 20.000 Besucher fasste sie. Die Anlage besaß zwei große (West und Ost) und zwei kleine (Nord und Süd) Tribünen. Das Spielfeld umschließt eine Aschenbahn. Am 5. September des Jahres wurde das weite Rund mit einem Freundschaftsspiel eingeweiht. Das erste offizielle Pflichtspiel bestritten Schachtar Donezk und Lokomotive Tiflis. Es gewann die Heimmannschaft mit 3:1. Nachdem Schachtar 1938 in die höchste sowjetische Liga aufgestiegen war, erhielt das Zentralstadion eine Beschallungsanlage. Ende der 1940er Jahre wurde das Stadion umgebaut und am 27. August 1950 mit einem Fußballspiel wiedereröffnet. Die neuen Ränge aus Stahlbeton boten 25.000 Plätze. Rund vier Jahre später wurde das Zentralstadion mit einer Flutlichtanlage ausgestattet, die am 27. Oktober 1954 bei der Partie Schachtar Donezk und den FK Dynamo Moskau erstmals zum Einsatz kam. Es war das zweite Stadion der Sowjetunion, nach dem Dynamo-Stadion in Moskau, das diese Neuerung aufwies. 1966 wurde das Stadion durch einen Oberrang erweitert. Es bot nun 42.000 Plätze, eine neue Flutlichtanlage sowie eine moderne Anzeigetafel und wurde am 28. August 1966 neu eröffnet. Zwischen 1978 und 1981 wurde eine Drainagesystem, sowie eine Rasenheizung aus elf Kilometern Keramik- und Metallrohren unter dem Spielfeld installiert. Für die UEFA Champions League musste das Stadion 1999 modernisiert werden. Die Bänke auf den Rängen wurden durch Kunststoffsitze ersetzt und die Beleuchtungsstärke des Flutlichts auf 1500 Lux angehoben. Des Weiteren wurde u. a. eine V.I.P.-Loge, ein Champions Club, ein modernes Pressezentrum und ein Videoüberwachungssystem sowie moderne Umkleidekabinen für Spieler und Trainer eingerichtet. In der Saison 2000/01 trat der Club erstmals im höchsten europäischen Vereinswettbewerb an. In der 1. Gruppenphase trat man gegen den FC Arsenal, Lazio Rom und Sparta Prag an und schied als Dritter aus und spielte im UEFA-Pokal weiter. Zuletzt verfügte die Spielstätte über 31.718 Sitzplätze.
Das Zentralstadion wird heute nicht mehr für Sportveranstaltungen genutzt.